# Peter Brown
Peter Robert Lamont Brown (Dublin, 1935) é um historiador irlandês.
Brown, que é proficiente em pelo menos quinze idiomas, tornou-se aos 32 anos de idade a maior autoridade sobre Agostinho de Hipona. Desde então, tem produzido um fluxo contínuo de livros e artigos, e, presentemente, é citado como o historiador mais destacado em Antiguidade tardia.

## Obras selecionadas
- Augustine of Hippo: A Biography (1967/2000) - ISBN 0-520-22757-3
- The World of Late Antiquity: AD 150-750 (1971/1989) - ISBN 0-393-95803-5
- The Making of Late Antiquity (1978) - ISBN 0-674-54321-1
- The Cult of the Saints: Its Rise and Function in Latin Christianity (1981) - ISBN 0-226-07622-9
- Society & the Holy in Late Antiquity (1982) - ISBN 978-0-520-06800-1
- The Body and Society: Men, Women, and Sexual Renunciation in Early Christianity (1988) - ISBN 0-231-06101-3
- Authority and the Sacred: Aspects of the Christianisation of the Roman world (1995) - ISBN 0-521-49904-6
- The Rise of Western Christendom (1996/2003) - ISBN 0-631-22138-7
- Chapters 21 & 22 in The Cambridge Ancient History, Volume XIII, The Late Empire, A.D. 337-425 (1998) - ISBN 0-521-30200-5
- Poverty and Leadership in the Later Roman Empire (2002)